# Аборигени Тасманії

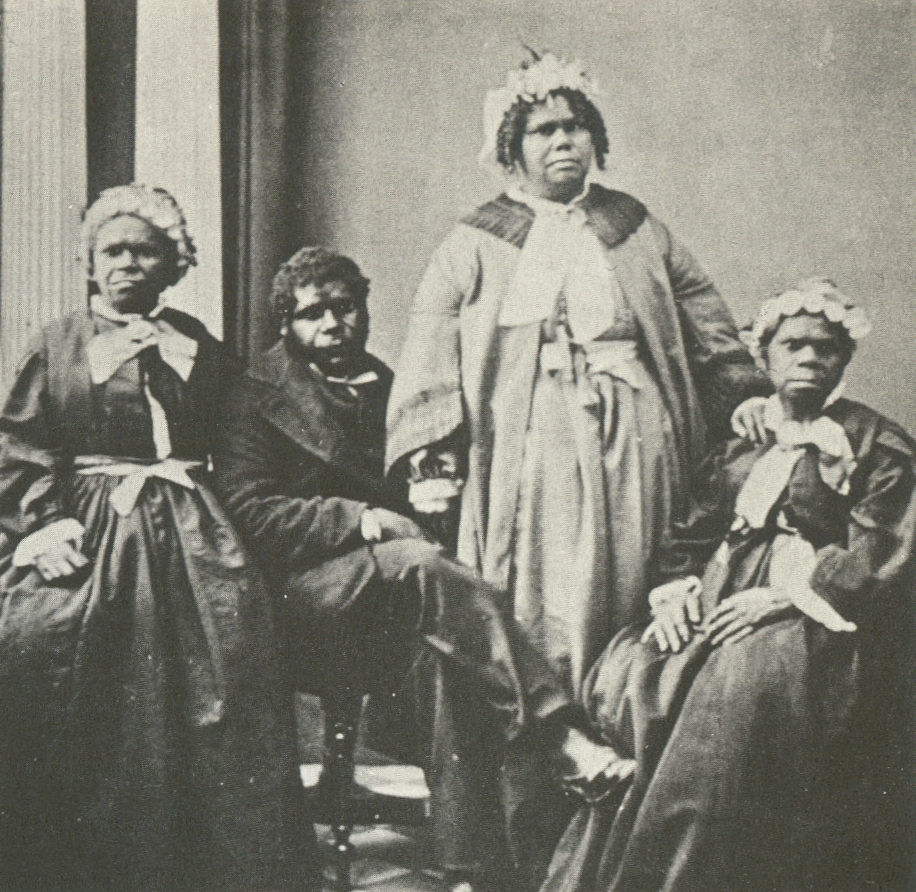
На світлині останні з живих тубільців, Ойстер-Ковв, 1860-ті

Абориге́ни Тасма́нії (тасманійці або тубільці Тасманії; тасманійська: Parlevar або Palawa) — вимерлі тубільні мешканці австралійського штату Тасманія, розташованого на південь від материка. Перед британською колонізацію 1803 року, за оцінками, налічувалося 3 000—15 000 тубільців. Ряд істориків вважають, що інтродуковані хвороби були головною причиною вимирання тубільців:pp 84-85:p 388:pp 66-67:pp 372-376. Інші історики покладають провину за знищення тубільців на колонізаторів під час Чорної війни. Проте, ймовірніше, вплинули обидва чинники.
До 1833 року Джордж Огастес Робінсон, якого фінансував лейтенант-губернатор Джордж Артур, переконав близько 200 тубільців здатися з запевненнями, що вони матимуть захист і повні права та їм повернуть їхні землі, проте жодна з обіцянок не була виконана, сенс дії — зачистити Тасманію від тубільців. Тубільців, що перейшли під протекцію уряду, депортували на острів Фліндерс, де вони продовжували вмирати від захворювань. 1847 року останніх 47 живих тасманійців перевели в Ойстер-Ковв (Oyster Cove) на південь від Гобарта. Труганіні (1812—1876) була останньою людиною виключно тасманійського походження.
Сьогодні близько тисяч людей, які проживають у Тасманії, описують себе аборигенами тасманійців, оскільки деякі жінки Палави народжують європейських чоловіків на островах Фурно та материковій частині Тасманії.
Наразі роблять спроби реконструювати принаймні одну з мов (палава-кані, букв. «тасманійська мова») зі збережених слів і реанімувати аборигенну культуру за традиціями, які підтримують деякі сім'ї, чий рід бере початок від аборигенів.

## Походження

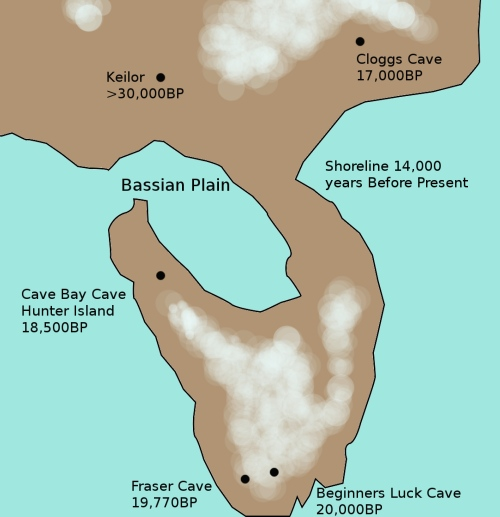
Берегова лінія сучасних штатів Тасманія та Вікторія близько 12 тис. років до н. е.

На думку вчених, Тасманію заселили близько 35 000 років тому. До цього періоду відносять найдавнішу стоянку, знайдену археологами на острові (на середину 2010-х). Деякі дослідники відсувають цю дату до 40 000 років тому. Характер знайдених ранніх предметів, а також зіставлення мов аборигенів Центральної та Східної Тасманії з мовою австралійських аборигенів Нового Південного Уельсу свідчать про те, що переселення відбулося з Австралії. Хоча міграція людей сучасного типу з Азії до Австралії вимагала наявності навичок мореплавання, більшість учених схиляється до думки, що переселення з Австралії Тасманії відбувалося по суші, оскільки немає доказів, що тасманійці до приходу європейців вміли виробляти судна, гідні для плавання на великі відстані. У період останнього льодовикового періоду рівень океану був значно нижче і на місці сучасної Бассової протоки існував сухопутний міст. Ймовірно, його було затоплено не пізніше 8 тисячоліття до н. е. Приблизно в цей час в Австралію потрапили собаки дінго, але в Тасманію інтродукція не відбулась.
Таким чином, особлива культура корінних мешканців Тасманії розвивалася в ізоляції. Спосіб життя мисливців і збирачів робив аборигенів дуже залежними від змін клімату та перетворень у навколишньому середовищі.

## Культура
Аборигени Тасманії вели спосіб життя, заснований на використанні природних ресурсів. Головними заняттями до приходу європейців були полювання і збиральництво. Вони не знали металів, майже не обробляли раковини й кістки тварин (хоча користувалися ними), а методи обробки каменю залишалися надзвичайно примітивними. Більшість кам'яних знарядь терра-вата отримували за допомогою звичайного відбиття сколів. Така техніка нагадує обробку каменю, відому в інших частинах світу в період мезоліту й навіть палеоліту. Терра-вата мали універсальний характер: ними розбирали дичину, загострювали списи, різали очерет тощо.
Полювали на кенгуру й вамбатав, різних птахів. Вживали багато різної рослинної їжі, грибів. Мешканці узбережжя вбивали пінгвінів і ластоногих, збирали молюсків. Рибу з невідомої причини вони не їли.
Подібне життєзабезпечення занадто обмежувало їхню кількість. За приблизними підрахунками, на Тасманії могло одночасно існувати до 6 000 осіб. Однак більшість спостерігачів наприкінці XVIII — початку XIX в. відзначала, що аборигени не голодували та виглядали здоровими.
Матеріальна культура тубільців може здатися надзвичайно простою. Основу бойової та мисливської зброї становили списи та булави. Списи представляли собою довгі загострені кілки, 2—3, а іноді до 4 метрів завдовжки. Мешканці півночі користувалися списами з зазубреними кінцями. Наконечники могли отруювати трупною отрутою. Булави були загостреними з обох сторін короткими кілками, на яких робили тільки насічки для зручного тримання в руці. Аборигени кидали списи до 40 м. Булаву при метанні тримали горизонтально, причому в польоті вона оберталася.
Тубільці не знали ткацтва, але освоїли спірально-валикову техніку плетіння. Одягом служили шкіри кенгуру. Їх зав'язували як фартух попереду або накидали на плечі. Навіть у прохолодну погоду багато ходили голими.
Тубільцям доводилося постійно міняти місце поселення, тому замість капітальних жител вони робили навіси, але іноді зводили круглі дерев'яні хатини. Судна для пересування по воді були невеликими, що вміщували декілька людей. Вони нагадували гібрид човна з плотом, їх споруджували з довгих трубок скрученої кори різних видів евкаліптів, сплетених за допомогою звичайної трави.
Робили прикраси з раковин (зазвичай намиста), натирали тіло та волосся охрою, наносили собі шрами. Збереглися петрогліфи аборигенів, висічені на каменях.
Складних соціальних об'єднань на кшталт племені в аборигенів не було. Вони об'єднувалися в групи, що складалися з сімей різного віку, не обов'язково споріднених. Кількість сімей у групі рідко перевищувала 3—4, але згадувалися групи до 48 осіб. Групи подорожували по певній території, постійно мали контакт і обмін з іншими групами, насамперед тими, хто розмовляв на близьких діалектах. Всього налічувалося близько 20 великих діалектних груп. Сучасний тасманійський історик Линдал Райан на основі зіставлення археологічних знахідок і свідчень очевидців стверджує, що на Тасманії існувало 9 контактних територій, для яких були характерні більш-менш загальна культура та постійні взаємозв'язки між різними групами. Справжніх вождів не було, але в XIX ст. під час сутичок з британцями з'явилися ті, хто керував іншими озброєними чоловіками. Їхня влада була дуже обмеженою.
Про релігійні вірування відомо мало. Спостерігачі згадували віру в нічні і денні духи, священні камені і прості магічні ритуали. Природним склом і кістками померлих родичів користувалися як оберегами. Іноді в небіжчиків клали хворих, щоб ті вигнали злих духів і вилікували хворобу. Померлих ховали в печерах, дуплах дерев або спалювали. Вірили, що після смерті душа потрапляє в інший світ, багатий дичиною.

## Геноцид
У 1803 р. почалася колонізація Тасманії Великою Британією. Британці вважали, що в аборигенів немає прав на їхню землю, а, значить, немає сенсу укладати з ними будь-які угоди. Аборигени не рахувалися британськими громадянами, а, значить, не мали рівних юридичних прав з колоністами. Казус проявився вже в 1804 р., коли в травні того року відбулася перша збройна сутичка між аборигенами та поселенцями. Суддя констатував неможливість залучення тубільців до судової відповідальності.. Це стало однією з причин подальшого виправдання переслідування аборигенів без санкцій суду та «очищення» від них прилеглих до колоній земель. Знищували навіть тих, хто жив далеко від британців.
Справа в тому, що колоніальна адміністрація використала австралійський досвід створення каторжних поселень, причому спочатку в Тасманії направляли каторжників із самої Австралії, яких карали мінімум вдруге. У 1804—1853 рр. ввезли більше 70 000 ув'язнених. Умови утримання ув'язнених були дуже важкими, тому селяни-злочинці та звільнені каторжники намагалися віддалитися від колонії. Вони відрізнялися жорстокістю навіть у взаємних відносинах. Хоча існували приклади мирного співіснування аборигенів і каторжників, багато тубільців ставали жертвами бродячих злочинців. Також загрозу представляли китобої, що займалися полюванням у Бассовій протоці. Вони викрадали й експлуатували жінок, поширювали інфекції.
Конфлікти часто виникали через непорозуміння, наприклад, коли аборигени полювали на домашніх тварин британців. На переслідування з боку поселенців тасманійці відповідали не менш жорстокими нападами, убивали жінок і дітей.
Гострою проблемою стали хвороби, завезені європейцями. Ізольовані багато тисячоліть від решти світу, тубільці не мали імунітету проти звичних для білих людей захворювань. Таким чином, до початку 1830-х рр. залишилося всього кілька сотень аборигенів.
Остаточно «проблему» аборигенів Тасманії вирішила так звана «Чорна війна». У листопаді 1828 р. у відповідь на вимоги поселенців покарати «дикунів» за напади було введено воєнний стан. Його основною метою було позбавлення від тих аборигенів, що продовжували традиційний спосіб життя і нібито представляли загрозу для колоністів. Дозволялося стріляти в будь-якого тубільця. Воєнний стан тривав до 1832 р. і закінчився майже повним знищенням аборигенів. Історик Джаред Даймонд розповідає про дії британців наступне: «Тактика полювання на Тасманії полягала у стрільбі, сидячи верхи на коні, встановленні пасток і отруєної їжі в місцях, де аборигени могли знайти її. Чабани відрізали статеві органи чоловіків і дивилися, як ті бігли коротку відстань, поки не падали і вмирали. На пагорбі, званим гора Перемоги, поселенці вбили 70 тасманійців і кинули їхні тіла зі скелі. Одного разу поліція вбила 70 тубільців так, що в дітей вилетіли мізки».

## Переселення на Фліндерс
Частина громадськості була стурбована винищенням аборигенів. Передбачалося, що тубільці можуть бути «цивілізовані» і більше не стануть загрожувати колонії. Серед таких діячів був Джордж Оґастес Робінсон (1791—1866 рр.), простий будівельник із Англії, який переїхав до Тасманії в 1824 р. У 1829 р., коли стало ясно, що навіть після розправ достатня кількість тубільців продовжує переховуватися в лісах, уряд прийняв його пропозицію стати посередником у переговорах. Робінсон сподівався згуртувати аборигенів, що вижили, в одному місці й виховувати їх за християнськими принципами. Він залишив Гобарт і досліджував закруту Великої річки (Great River) і Ойстер-Ковв (Oyster Cove), де знайшов залишки місцевих груп і вмовив їх взяти участь у проєкті переселення. Повернення Робінсона живим разом із аборигенами запевнило громадськість у його сумлінності й він отримав подальшу підтримку.
Джордж О. Робінсон здійснив ще кілька подорожей по Тасманії в супроводі своїх синів і приєднаних до його місії аборигенів. Він вів докладні щоденники, а також вивчав мову й культуру тубільців. За кожного аборигена, що погоджувався приєднатися до нього, британець отримував щедру урядову нагороду. Так у 1830—1833 рр. він знайшов і переправив на нове місце проживання на острові Фліндерс у Бассовій протоці 167 осіб.
Проте переселені аборигени опинилися у важких умовах. Їхнє нове місце проживання не зовсім відповідало звичним умовам, не вистачало їжі (переселенці відмовлялися їсти запропоновані ним картоплю та овес), до того ж британська охорона нагадувала тюремників. Серед аборигенів почалися голод і хвороби. У жовтні 1835 р. Робінсон як офіційний захисник тубільців очолив колонію і врегулював її забезпечення. Його діяльність широко висвітлювалася засобами масової інформації.
Але прихильники мирного переселення зовсім не збиралися зберігати традиційний спосіб життя аборигенів. Переселенців змушували одягати європейський одяг, відвідувати храм і школу, в якій викладали вчителі-британці, займатися землеробством і торгувати, тож аборигени не могли пристосуватися до нових умов. Хвороби і відчай призвели до значної смертності.
У 1839 р. Робінсон, який отримав пропозицію зайнятися подібною діяльністю в Австралії, залишив Фліндерс. У 1852 р. він повернувся на батьківщину багатим і відомим чоловіком. Влада продовжували опікати його проєкт. Але в 1847 р. шість аборигенів представили петицію до королеви Вікторії з проханням повернути їх на Тасманію. За її велінням 47 ще живих тасманійцав (14 чоловіків, 23 жінки і 10 дітей) перевезли на станцію Ойстер-Ковв південніше Гобарта. Станція розташовувалася на місці колишньої в'язниці, проте переселенцям пропонували кращі умови, ніж на острові. 8 травня 1876 р. померла Труганіні — остання мешканка партії врятованих із Фліндерса.

## Сучасні аборигени Тасманії
Сучасні аборигени Тасманії — нащадки від змішаних шлюбів чистокровних жінок-аборигенів з переселенцями, китобоями й моряками з інших країн (в основному з Великої Британії). Вони втратили рідну мову і традиційну культуру, прийняли християнство, але їх ніколи не вважали повноцінними членами білого суспільства. За ними закріпилися прізвиська Бунг (англ. boong) і кун (англ. coon, буквально ракун). Тільки в 1960—1970-х рр. серед них почалося відродження інтересу до свого коріння. Цьому сприяло приєднання Тасманії в 1967 р. до руху за поліпшення прав корінних народів Австралії.
У 1972 р. відкрили Тасманійський центр аборигенів. У 1976 р. відбулася перша гучна акція аборигенів Тасманії, які поховали залишки Труганіні по її заповіту — у морі.
У 1997 р. штат Тасманія офіційно попросив пробачення в тубільців. У червні 2005 р. було законодавчо підтверджено, що аборигеном у Тасманії може вважатися той, хто має походження від аборигенів, усвідомлює себе аборигеном і сповідається іншими як абориген. У листопаді 2006 р. прийняли рішення про значну фінансову компенсацію аборигенам Тасманії за завдані їм у минулому збитки.
Проте діяльність аборигенів і закони, спрямовані на моральну компенсацію, викликали не тільки позитивний, а й негативний резонанс. Прикладом тому є діяльність австралійського письменника Кейта Віндсчатла, що опублікував у 2002 р. книгу, яка заперечувала геноцид аборигенів Тасманії. Кейт Віндсчатл вважає, що вимирання аборигенів відбулося в результаті епідемій, а не навмисної діяльності переселенців і уряду, що військові сутички з аборигенами мали локальний характер, і, що історія вимирання аборигенів була навмисно спотворена ліберальними істориками. Книгу та статті письменника широко обговорювали в засобах масової інформації, що в подальшому призвело до обвинувачення сучасних аборигенів у фальсифікації прав на спадщину своїх предків для отримання компенсації. Історики Тасманії спростовують його погляди.